# 2007年热带风暴奥尔加
热带风暴奥尔加（英語：Tropical Storm Olga）是2007年大西洋飓风季第15场获得命名的风暴，系统源于小安的列斯群岛最北部以东的低气压区，形成时飓风季已经正式结束超过1星期。低气压缓慢获得热带天气系统特征，美国国家飓风中心于12月10日晚将位于波多黎各以北近海的天气系统归类成亚热带风暴奥尔加，并且很快就成为2005年的热带风暴泽塔后首场在飓风季正式结束后形成的北大西洋热带气旋，2007年大西洋飓风季也由此成为历史上第4个在正式时间段之前和之后都有风暴形成的飓风季。12月11日，奥尔加从多米尼加共和国最东端登陆，并在不久后转变成热带风暴。气旋经伊斯帕尼奥拉岛进入加勒比海，然后在强烈风切变和干燥空气的不利影响下于12月13日清晨退化成残留低气压。
奥尔加影响的许多地区在1个月前还曾经受过热带风暴诺埃尔的摧残。波多黎各降下中等程度雨量，造成1人死亡。多米尼加共和国确认有37人丧生，其中单圣地亚哥省的水坝泄洪就导致35人遇难。海地也有两人死亡，将风暴导致的遇难人数提升到40。奥尔加不但是有纪录以来为数不多的几场在飓风季结束后登陆的大西洋热带气旋之一，也是造成人员丧生最多的一场。

## 气象历史
12月上旬，一片向西移动的上层低气压在小安的列斯群岛北部以东较远处海域发展出广阔的下层低压槽。受东北方向的强烈高压脊影响，低压槽缓慢向西移动，产生零散的对流和部分气旋式转向气流。12月8日，开始有持续性的对流同低压槽和上层低气压关联起来。12月9日清晨，美国国家飓风中心开始采用德沃夏克分析法对系统进行分析，多个热带气旋预测模型预计系统会发展出热带天气系统特征。系统继续向西移动，其中存在锐利的低压槽，北部还有风速达到烈风强度的区域，行经海域水温较为温暖。12月10日，系统发展出下层环流，但对流杂乱无章而且远离中心。受南向风切变影响，系统组织并不对称。中心附近有对流稳步增长，上层低气压的位置在系统中心以南不远处，美国国家飓风中心因此于协调世界时12月11日凌晨3点把位于波多黎各圣胡安以东约85公里洋面的天气系统归类为亚热带风暴并以“奥尔加”（Olga）命名。

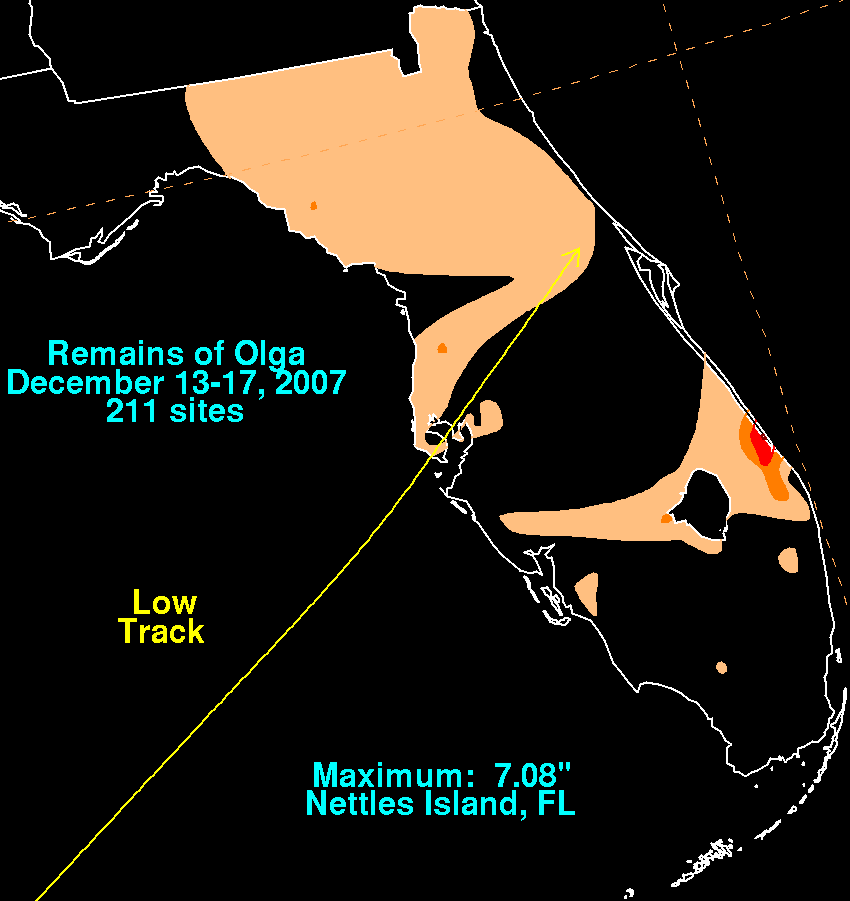
奥尔加的残留经过佛罗里达州期间产生的降水分布

成为亚热带气旋后，奥尔加的位置在大西洋西部上空强烈高压脊的东南部，气旋内部保持有层次分明的外流并向西南偏西方向移动。风暴在沿波多黎各北海岸平行移动期间略有增强，中心附近的对流也有增长，于12月11日下午18点从多米尼加共和国蓬塔卡纳（Punta Cana）附近登陆。飞入风暴的飓风猎人侦察机测得更紧密的风速梯度，最高风速为每小时95公里，美国国家飓风中心于12月12日凌晨0点将仍位于内陆上空的奥尔加重新归类为热带气旋。对流在风暴途经伊斯帕尼奥拉岛中部期间急剧减弱，到达加勒比海时对流已经不足以保持热带气旋状态，东北方向较远处的雨带内还保有较强风力，但中心已因干燥空气和强劲风切变的不利影响变得混乱。12月12日晚，中心上空的对流略有增长，但气旋这时已降级成热带低气压。由于系统内无法持续保有显著对流，美国国家飓风中心于12月13日清晨针对位于京斯敦西北方向约130公里洋面的低气压发布最后一份公告。
奥尔加的残留继续向西北偏西方向移动，其中仍然有明显的下层环流，在古巴和开曼群岛附近产生零散雷暴，其湿气还向北沿伸到佛罗里达州南部上空。系统中心以东发展出小簇深层对流，其下层环流在逼近尤卡坦半岛海岸线期间一直层次分明。由于有冷锋从西北方向逼近中心，风暴残留转向北上进入墨西哥湾。12月16日晚到12月17日清晨，残留低气压在逼近佛罗里达州西海岸期间增强，皮尼拉斯县克利尔沃特比奇（Clearwater Beach）测得的持续风速达到热带风暴标准，阵风时速更达飓风强度。低气压最终在穿越佛罗里达半岛期间被逼近的冷锋吸收。

## 防灾措施
12月10日，美国国家飓风中心针对奥尔加的扰动天气前身向小安的列斯群岛北部、波多黎各和多明尼加共和国水域发布烈风警告。奥尔加归类为亚热带气旋后，多米尼加共和国政府向该国英甲诺海角（Cabo Engaño）到海地边境之间的北部海岸沿线发布热带风暴警告，还向到圣多明哥附近的南部海岸沿线发布了热带风暴观察预警。气旋风力主要集中在中心以北较远的区域，因此气象机构没有向波多黎各发布热带风暴警告。海地政府在奥尔加登岸前不久向该国北部沿海地区发布热带风暴警告，之后特克斯和凯科斯群岛，以及巴哈马东南部都接获热带风暴警告。
美国气象局驻圣胡安办事处向包括库莱布拉岛和别克斯岛在内的整个波多黎各发布洪灾预警，岛上部分地区因预计会有长时间的暴雨而收到山洪爆发警告。法哈多到库莱布拉岛和别克斯岛的轮渡服务在风暴来袭期间暂停。多明尼加共和国政府在15个省开设避难所，建议生活在低洼地区的居民风暴期间不要留在家中，共有22个社区的居民撤离。

## 影响

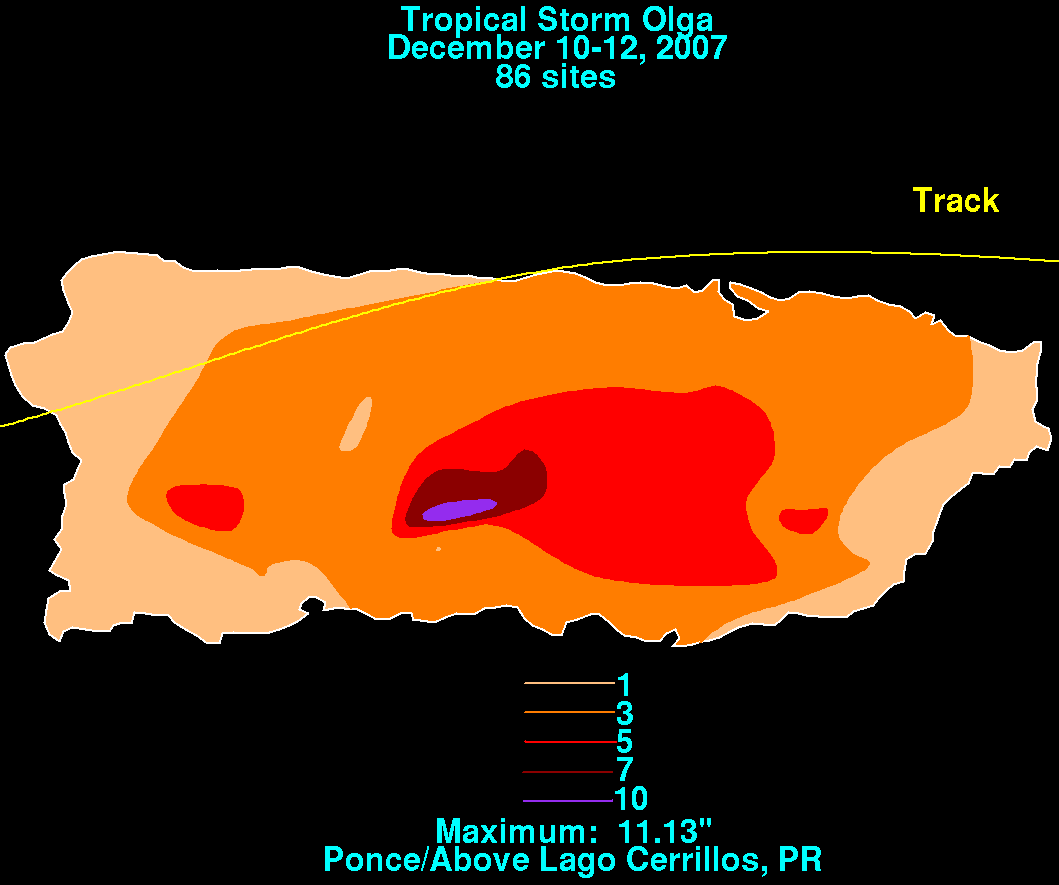
奥尔加在波多黎各产生的降水分布

波多黎各普降小到中雨，降雨量最高的是庞塞附近，达到283毫米。降水令岛上多条河流水位上涨，据报阿雷西博大河的水位比洪水水位还要高数英尺。风暴令岛上7万9000人家中停电，14万4000人失去供水。波多黎各北部因降水引发泥石流，导致一辆汽车被埋，司机遇难。
多米尼加共和国普降暴雨，局部地区雨量总计超过250毫米。降水导致北亚克河沿线出现洪灾，一度对河上大坝构成威胁，如果大坝决堤，洪水可能会导致圣地牙哥省成千上万的居民丧生。对此当地官员决定于12月12日凌晨4点打开全部6个水闸泄洪，每秒释放的水量达610万升。洪水产生的波浪高达20米，并且这时正是深夜，许多人措不及防，仅有15分钟的准备时间。根据对这一泄洪决定持负面看法的目击者证实，洪水至少夺走了35条人命，7座镇上的大量民宅被淹。该国其他地区尚有2人丧生，风暴还令超过7500套房屋受损，3万4000余人逃离家园。该国共计遭受的损失数额估计有15亿多米尼加比索（相当于2007年的4500万美元）。邻近的海地北部也有两人死亡。12月11日，特克斯和凯科斯群岛的一间气象站测得每小时58公里的持续风速。
风暴行经西加勒比海期间，其东北象限内的低压槽沿途从12月14日起降下暴雨，佛罗里达州荨麻岛的降雨量达到180毫米。逼近佛罗里达州期间，残留低气压中心附近及东北部偶尔有对流形成，低气压也因此增强。12月16日清晨4至5点，克利尔沃特比奇测得的气压低至1002毫巴（百帕），持续风速为每小时72公里，阵风时速则达126公里。随着冷锋逼近，低气压区变得混乱，尚未抵达太空海岸便已消散。